# Vitkovo (gmina Aleksandrovac)
Vitkovo (cyr. Витково) – wieś w Serbii, w okręgu rasińskim, w gminie Aleksandrovac. W 2011 roku liczyła 492 mieszkańców.